# Maison au 22, place des Alliés à Masevaux
La maison au 22, place des Alliés est un monument historique situé à Masevaux, dans le département français du Haut-Rhin.

## Localisation
Ce bâtiment est situé au 22, place des Alliés à Masevaux.

## Historique
L'édifice fait l'objet d'une inscription au titre des monuments historiques depuis 1937.